# Lewisepeira maricao
Lewisepeira maricao är en spindelart som beskrevs av Claude Lévi 1993. Lewisepeira maricao ingår i släktet Lewisepeira och familjen hjulspindlar.
Artens utbredningsområde är Puerto Rico. Inga underarter finns listade i Catalogue of Life.